# Trithamnora certella
Trithamnora certella är en fjärilsart som beskrevs av Walker 1863. Trithamnora certella ingår i släktet Trithamnora och familjen äkta malar. Inga underarter finns listade i Catalogue of Life.